# Theodor Grentrup
Theodor Grentrup SVD (* 25. Mai 1878 in Ahlen; † 11. Oktober 1967 in Berlin) war ein deutscher römisch-katholischer Priester und  Missionswissenschaftler.

## Leben
Der Sohn von Theodor und Gertrud, geb. Melchers, begann 1898 das Noviziat im Steyler Missionsorden. Am 20. Oktober 1901 legte er die Ewigen Gelübde ab und empfing im Februar 1902 die Priesterweihe. Von 1906 bis 1920 lehrte er vornehmlich Recht im Missionshaus St. Gabriel. 1920 wurde er einer der vier Generalräte. Er lehrte an der Deutschen Hochschule für Politik in Berlin.

## Schriften (Auswahl)
- Die Rassenmischehen in den deutschen Kolonien. Paderborn 1914, OCLC 1100136750.
- Nationale Minderheiten und katholische Kirche. Breslau 1927, OCLC 238769127.
- Die kirchliche Rechtslage der deutschen Minderheiten katholischer Konfession in Europa. Eine Materialiensammlung. Berlin 1928, OCLC 70321948.
- Das Schulrecht der deutschen Minderheit in Italien (Südtirol). Berlin 1930, OCLC 254345210.